# Smith (cráter marciano)
Smith es un cráter de impacto en Marte, ubicado en el cuadrángulo de Mare Australe a 66,1°S de latitud y 102,9°W de longitud. Mide 74,33 kilómetros (46,19 millas) de diámetro y lleva el nombre del geólogo inglés William Smith (1769-1839). El nombre fue aprobado por el Grupo de Trabajo para la Nomenclatura del Sistema Planetario de la Unión Astronómica Internacional (IAU) en 1973.

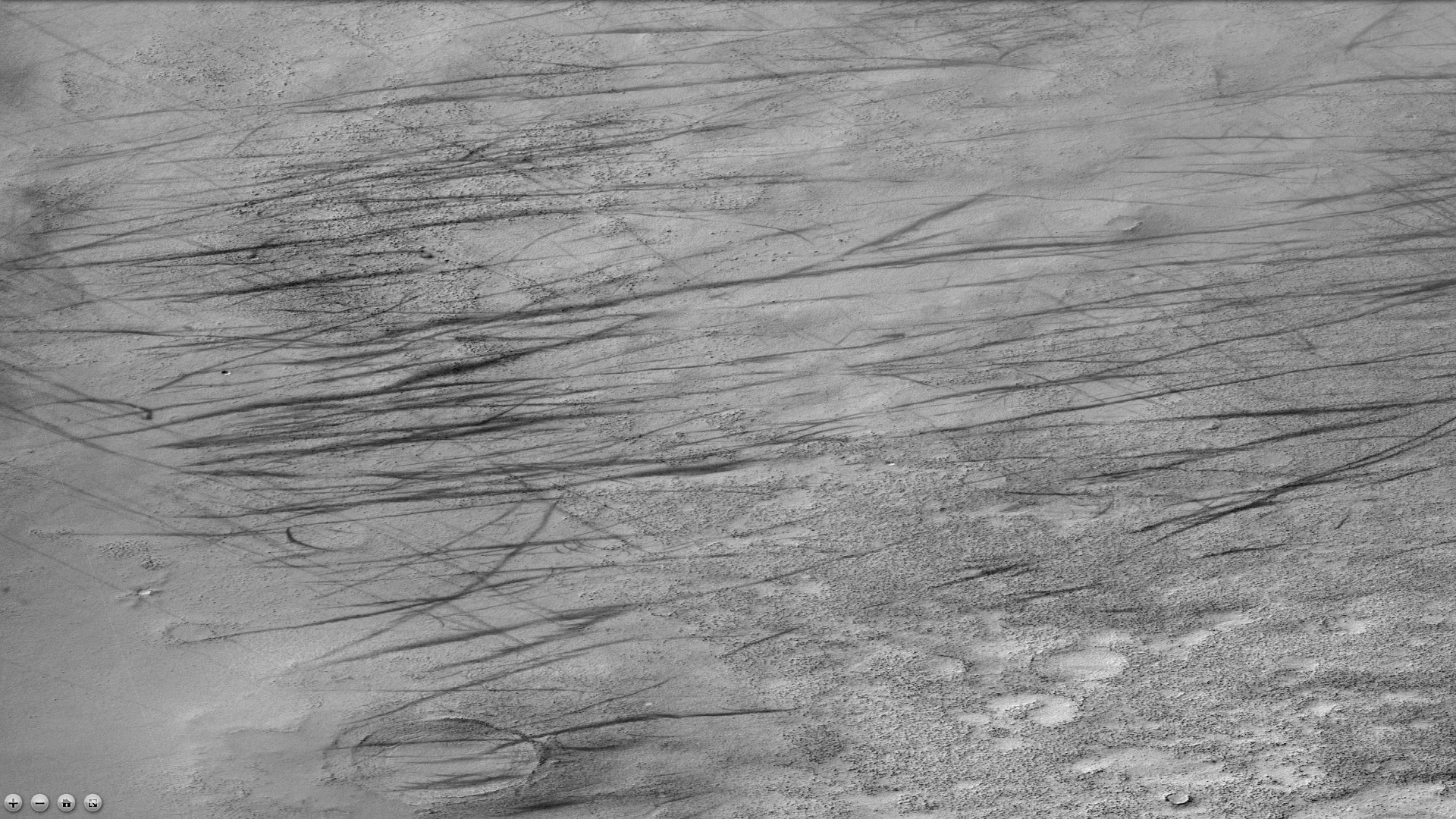
Marcas de torbellino de polvo en el cráter Smith, vistas por la cámara CTX (en Mars Reconnaissance Orbiter). Nota: esta es una ampliación de la imagen anterior del cráter Smith.